# 盖尔·伊瓦尔绥
盖尔·伊瓦尔绥（挪威語：Geir Ivarsøy，1957年6月27日—2006年3月9日），生於挪威，是浏览器软件Opera的总程序设计师，Opera软件公司创始人之一。

## 生平
1994年，他和谭咏文曾是挪威电信（现已更名为Telenor）的研究小组成员，当时他们开发了一个名为MultiTorg Opera的浏览器软件，後来Telenor终止了这一项目，但在1995年，他与谭咏文获得了软件的持有权，与其他人等一同创立了浏览器巨头Opera软件公司，并任首席执行官至2004年。在Opera软件公司的办公地点迁移到奥斯陆时，公司的员工数已超过了500人。
2004年1月的一次董事会上，盖尔宣布他将辞去董事一职，不过之後他仍活跃於公司中。2005年6月，他被选举为公司提名委员会成员。
2006年3月，在与癌症进行长期的较量後，盖尔最终过世，终年48岁。Opera版本9以及后续版本的opera:about页面底部写有“永远怀念 Geir Ivarsøy”（In memory of Geir Ivarsøy）。